# هولی وب
هولی وب (انگلیسی: Hollie Webb؛ زادهٔ ۱۹ سپتامبر ۱۹۹۰) بازیکن هاکی روی چمن اهل انگلستان است که در مسابقات کشوری و بین‌المللی در مجموع برندهٔ 2 مدال طلا، 2 مدال نقره، 1 مدال برنز شده‌است.